# 300

## Události
- založena antiochijská škola (přibližné datum)
- v Číně vynalezen magnetický kompas (přibližné datum)
- Frankové pronikají do severní Belgie (přibližné datum)
- Belgie je rozdělena na Belgica Prima a Belgica Secunda

## Vědy a umění
- Již v této době znají nepochybně obyvatelé Číny zkameněliny dinosauřích kostí, které rozemleté používají jako léky a afrodiziaka. Z této doby pochází první písemný záznam, pravděpodobně však starověcí Číňané znali kosti dinosaurů již kolem roku 2000 př. n. l.

## Hlavy států
- Papež – Marcellinus (296–304)
- Římská říše – Diocletianus (284–305) + Galerius (spoluvladař 293–305) + Maximianus (286–305, 307–308, 310) + Constantius Chlorus (spoluvladař 293–305)
- Perská říše – Narsé (293–302)
- Kušánská říše – Vásudéva II. (270–300) » Mahi (300–305)